# Peta Nocona

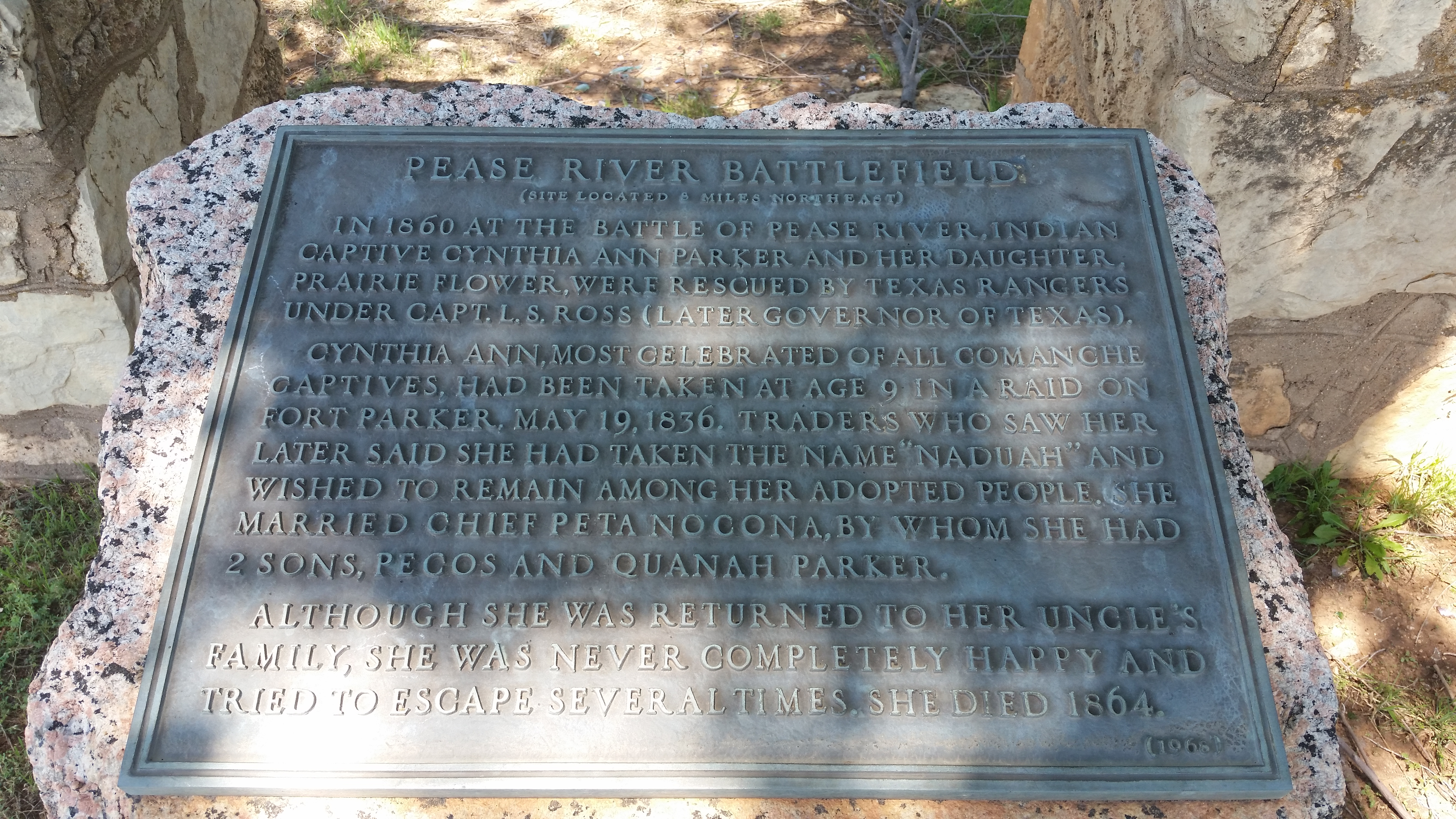
Historisches Denkmal in Crowell (Texas)

Peta Nocona (* 1819 oder 1820; † zwischen 1862 und 1865), auch bekannt als Puhtocnocony oder Tah-con-ne-ah-pe-ah, war ein bedeutender Häuptling der Quahadi-Comanchen.

## Leben
Peta Nocona wusste nicht, wann und wo er geboren wurde. Er galt als Krieger mit einer beeindruckenden Statur und als „Beschützer der Büffel“. Er war drei Jahrzehnte lang eine gefürchtete Figur an der texanischen Grenze, bis eine Kompanie von Texas Rangern und Milizionären unter der Führung von Sul Ross seine Band in der Schlacht am Pease River am 18. Dezember 1860 überfiel und Nocona möglicherweise tötete.
Peta Nocona führte seinen Stamm während der Indianerkriege in Texas von den späten 1840er bis in die 1860er Jahre an, als Widerstand gegen die Unterwerfung seines Volkes durch die Vereinigten Staaten. Er war der Sohn des Quahadi-Comanchen-Häuptlings Puhihwikwasu'u, auch bekannt als "Iron Jacket".
Nocona wurde so berühmt, dass eine Legende besagt, seine Band, die Nokoni (auch: Wanderers oder Travellers), seien nach ihm benannt worden. Der Name des Nokoni-Volkes war tatsächlich lange vor Nocona entstanden, außerdem war er ein Quahadi und hatte „nur“ eine Nokoni-Frau. Die Stadt Nocona im heutigen Texas ist nach ihm benannt.
Aufgrund seiner Rolle als Anführer zahlreicher Raubzüge und der großen Loyalität, die ihm entgegengebracht wurde, wurde Peta Noconas Band als herausragend bedeutsam anerkannt. Später wurde seine Kwahadi-Gruppe oft mit den Nokoni-Comanchen verwechselt. Peta Nocona heiratete Cynthia Ann Parker (Naduah), eine weiße Gefangene, die von den Nokoni-Comanchen gefangen und adoptiert worden war (ihr Ziehvater war Tabby-nocca). Er nahm nie eine andere Frau, obwohl dies bei den Comanchen für einen so erfolgreichen Kriegshäuptling üblich war. Das Paar hatte drei Kinder, darunter Quanah Parker, der ebenfalls als Kriegshäuptling bekannt wurde, einen weiteren Sohn namens Pecos (Pecan) und eine Tochter namens Topsannah (Prairie Flower).

## Fort-Parker-Massaker und Cynthia Ann Parker
Noconas Frau, Cynthia Ann Parker, wurde als Tochter von Silas M. Parker und Lucy Duty Parker in Crawford County, Illinois, geboren. Ihr Alter ist umstritten, denn laut der Volkszählung von 1870 in Anderson County, Texas, wäre sie zwischen dem 2. Juni 1824 und dem 31. Mai 1825 geboren worden. Aufgrund der Fähigkeit der Amerikaner, die Indianer zu bekämpfen, hatte die mexikanische Regierung die Amerikaner ursprünglich ermutigt, Grenzsiedlungen zu errichten, um die anhaltenden Überfälle der Comanchen tief in Mexiko zu verhindern. Folglich wurde der Parker-Clan, der auf eine lange Geschichte von Grenzsiedlungen und Kämpfen zurückblicken konnte, ermutigt, sich in Texas niederzulassen. Als Cynthia neun Jahre alt war, zogen ihre Familie und ihre erweiterte Verwandtschaft nach Zentraltexas und errichteten Fort Parker, ein Blockfort, am Oberlauf des Navasota River im heutigen Limestone County. Ihr Großvater Elder John Parker hatte Verträge mit den ansässigen Indianern ausgehandelt, die den Comanchen unterstanden, und Historiker vermuten, dass er glaubte, diese Verträge würden alle Indianer binden und vor Angriffen schützen.
Die Gewohnheiten der Comanchen in Bezug auf Verträge mit ihren Untertanenstämmen schränkten die Comanchen nicht in ihrem Dasein als Raubvolk ein. Als die Saison der Comanchenüberfälle begann, war Fort Parker folglich eine der vielen Siedlungen, die diesem Brauch der Comanchen unterworfen wurden. Da sich ein Großteil der Milizkräfte auf die Bewachung der Texaner während des Runaway Scrape konzentrierte, waren alle Grenzsiedlungen auf die Invasion völlig unvorbereitet.
Am 19. Mai 1836 unternahm eine etwa 500 Mann starke Truppe von Nokoni-Comanchen-Kriegern (damals hieß der Häuptling der Nokoni Huupi-pahati, englisch: „Tall Tree“), in Begleitung von Kiowa- und Kichai-Verbündeten, einen Überfall auf Limestone County, und eine Gruppe von Kriegern griff das Fort an und tötete die meisten der Männer. Die Comanchen befahlen, einige der Kinder, die sie für die Sklaverei verschont hatten, in ihren Stamm aufzunehmen. Nach dem Angriff nahmen die Comanchen fünf Kinder gefangen, darunter auch Cynthia Ann. Nach der Niederlage Mexikos im texanischen Unabhängigkeitskrieg konzentrierte sich die neue Regierung auf die Rückführung der Tausenden von Kindern und Frauen, die während der Invasion gefangen genommen worden waren.
Die Texaner hatten nie aufgegeben, sich um jeden einzelnen der während der Überfälle und Kriege von den Comanchen Gefangenen zu bemühen. Obwohl Hunderte von ihnen entweder freigekauft oder schließlich durch Expeditionen der Texas Ranger und Scouts gerettet wurden, blieben viele andere in den Händen der Comanchen, darunter auch solche, die auf eigenen Wunsch blieben. Die Texaner unternahmen eine Reihe von Vergeltungsangriffen auf Comanchen-Siedlungen und zwangen die Kriegshäuptlinge schließlich, um Frieden zu bitten. Die Verhandlungen über die Beendigung der Feindseligkeiten und die Rückgabe der Gefangenen sollten in San Antonio geführt werden. Bei den anschließenden Verhandlungen führten jedoch die aggressive Haltung der Comanchen und ihr bekanntes Verhalten, jeden schnell anzugreifen, zu einer Reihe von Konfrontationen während des Treffens und schließlich zu massiver Gewalt.
Peta Noconas Frau und Tochter wurden gefangen genommen und seine Band am 18. Dezember 1860 von Captain Lawrence Sullivan Ross und seinen Texas Rangers und Milizen im Kampf am Pease River zerstreut.

## Tod

### Schlacht am Pease River
Der Tod von Peta Nocona ist umstritten, die Zerstörung seiner Band jedoch nicht. Anfang 1860 führte Peta Nocona seine Krieger bei einem Überfall nach Parker County, Texas, das nach dem Massaker an der Familie seiner Frau benannt worden war. Nach dem Überfall kehrte er mit seiner Gruppe an einen Ort zurück, den er für einen sicheren Rückzugsort unter den Sandsteinfelsen des Pease River hielt, in der Nähe der Mündung des Mule Creek in diesen Fluss. Der Ort war lange Zeit ein beliebter Zufluchtsort für die Comanchen gewesen, da er ihnen Schutz vor den wilden „blauen Nordmännern“ bot, die die Ebenen heimsuchten, sowie reichlich Futter für ihre Ponys und eine leichte Jagd auf die Büffelherden in der Nähe.
Die Siedler hatten auf die Überfälle der Comanchen reagiert und die Regierung in Austin um Schutz ersucht. Der texanische Gouverneur Sam Houston beauftragte den Ranger Sul Ross, eine Kompanie von 40 Rangern und 20 Milizionären zu organisieren, um den Überfällen Einhalt zu gebieten. Die 60 Mann starke Kompanie wurde in Fort Belknap im Young County stationiert.
Ross erkannte schnell, dass er nicht genug Männer hatte, um die Grenze zu verteidigen, und beschloss, die Indianer anzugreifen. Zu diesem Zweck begann er, die Gegend nach Anzeichen von Indianerlagern auszukundschaften, um ihnen bei nächster Gelegenheit entgegenzutreten. Nach dem Überfall von Peta Nocona auf Parker County begannen Ross und seine Kämpfer, die Kwahadi zu verfolgen, die als die zähesten Kämpfer unter den Comanchen galten. Der Stamm galt insgesamt als der wildeste unter den Prärie-Indianern. Moderne Forschungen haben ergeben, dass Peta Nocona nicht die Absicht hatte, am Pease River zu bleiben, und sich gerade auf den Weiterzug vorbereitete, als sein Lager angegriffen wurde.
Bei Tagesanbruch am 18. Dezember 1860 hatte Ranger Captain Ross Späher in das Gebiet entlang des Pease River geschickt, die von einer größeren Jagdgesellschaft und einem Lager am Ufer berichteten. Da ein herannahender blauer Nordwind die Sicht verdeckte, näherte sich Ross dem Standort von Peta Noconas Kwahadi am Hauptufer des Mule Creek.
Ross schickte eine Abteilung von 20 Männern seiner 60 Mann starken Truppe los, um sich hinter einer Kette von Sandhügeln zu positionieren und den Rückzug nach Nordwesten abzuschneiden. Mit den übrigen 40 Männern führte Ross den Angriff auf das Indianerlager an. Die Band wurde völlig überrumpelt, und ihre Mitglieder wurden massakriert, entweder erschossen, wo sie standen, oder von den 20 Männern im Norden getötet, als sie versuchten, in diese Richtung zu fliehen. Die amerikanischen Truppen erschossen wahllos Männer, Frauen und Kinder. Sul Ross schrieb, zitiert in Indian Depredations von J. W. Wilbarger, dass sie auf alle Anwesenden schossen.
Der Angriff erfolgte so plötzlich, dass eine beträchtliche Anzahl von ihnen getötet wurde, bevor sie sich zur Verteidigung vorbereiten konnten. Sie flohen überstürzt direkt in die Nähe des Feldwebels und seiner Männer. Hier wurden sie empfangen und umzingelt, die Indianer flohen ungeordnet, wurden aber heftig verfolgt und bedrängt.

### Peta Noconas Tod
Es gibt zwei verschiedene Versionen von Peta Noconas Tod. Die erste besagt, dass er bei dem Versuch, mit seiner Frau und seiner kleinen Tochter zu fliehen, ums Leben kam. Dies ist die allgemein verbreitete Version und diejenige, über die Sul Ross offiziell berichtet. Als sie sahen, dass das Lager hoffnungslos überrannt war, flohen Häuptling Peta Nocona und seine Frau Cynthia Ann in Richtung Osten über ein Bachbett. Berichten zufolge ritt hinter Peta Nocona ein 15-jähriges mexikanisches Mädchen, während Cynthia Ann ihr zweijähriges Kind, Topsannah, trug. Captain Ross und sein Leutnant Tom Killiheir verfolgten den Mann, den sie für Peta Nocona hielten.
Obwohl Ross behauptete, dass Peta Nocona am Pease River getötet wurde, bestand Noconas Sohn Quanah Parker darauf, dass er nicht anwesend war und erst einige Jahre später starb. Diese Behauptung wird von dem texanischen Historiker John Henry Brown bestätigt. Brown hatte bereits die Identität der am Mule Creek getöteten Person bestritten, bevor Quanah Parker in das Reservat kam, und behauptete, ihm sei gesagt worden, der Name des am Pease River getöteten Mannes sei Mo-he-ew. Quanah Parker verfasste daraufhin eine eidesstattliche Erklärung, in der er den Tod seines Vaters bestritt: „Ich war zwar zu jung, um mich an den Häuptling zu erinnern, aber es ist wahrscheinlich, dass Brown recht hatte.“ Der Name des getöteten Kriegers sei Nobah gewesen, ein ehemaliger Gefangener, der in den Stamm aufgenommen worden war. Colonel Wilbur S. Nye soll Peta Nocona persönlich einige Zeit nach dem Kampf am Pease River und dessen angeblichem Tod getroffen haben.
Die Berichte über die Geschehnisse variieren. General Ross, der für diese Tat als Held gefeiert wurde, behauptete und glaubte wahrscheinlich wirklich, dass er Peta Nocona gefangen und getötet hatte. Doch verfolgte und erschoss er im Handgemenge – vermutlich – einen ehemaligen mexikanischen Sklaven Noconas, dessen Comanche-Name Nobah war. Er soll versucht haben, die fliehenden Comanche-Frauen zu retten.
Quanah Parker, der älteste Sohn Noconas, soll einmal in Dallas zu Sul Ross gesagt haben: „Töte meinen Vater nicht, er ist nicht da. Ich will das hier in der texanischen Geschichte richtigstellen. Danach, zwei, vielleicht drei Jahre, ist mein Vater krank. Ich sehe ihn sterben.“ Quanah Parker erzählte Freund und Feind, dass sein Vater das Massaker an seiner Band überlebt hatte und drei bis vier Jahre später an den Folgen alter Kriegsverletzungen starb, die er im Kampf gegen Apachen erlitten hatte. Nach dieser Erzählung, die durch die mündliche Überlieferung der Comanchen stark gestützt wird, war Peta Nocona zum Zeitpunkt des Angriffs nicht im Lager, sondern mit Quanah Parker und einigen anderen Männern auf der Jagd. Laut Quanah Parker und seinen Kriegern war Peta Nocona nach Pease River ein gebrochener und verbitterter Mann. Er sei nie mehr derselbe gewesen, nachdem ihm seine Frau genommen worden war, und um 1863 oder 1864 an den Folgen alter Kriegsverletzungen sowie an der Trauer über den Verlust seiner Frau und seiner kleinen Tochter gestorben.
Bis zu seinem Tod hatte sich Peta Nocona um seine Söhne gekümmert. Quanah Parker erfuhr erst, dass seine Mutter eine Weiße und er somit ein „Mischling“ war, als Cynthia Ann Parker entführt und in die Gesellschaft der Weißen zurückgedrängt wurde. Keiner seiner Eltern hatte zuvor über seine Abstammung gesprochen.
Nye behauptete, er sei Männern begegnet, die Peta Nocona mehrere Jahre nach Pease River lebend gesehen hätten, als er an einer infizierten Kriegsverletzung erkrankt war. Diese Version stützt Quanah Parkers Behauptung, dass sein Vater Pease River überlebte und 3–4 Jahre später starb. Nye bestätigte Quanah Parkers Darstellung, dass Peta Nocona und Cynthia Ann Parker ein außerordentlich glückliches Paar gewesen waren und die erzwungene Trennung sie beide umbrachte: Cynthia Ann Parker hungerte sich zu Tode und Peta Nocona verkümmerte.
Einige Jahre nach Pease River und dem späteren Tod seines Vaters wurde Quanah Parker in die Gruppe des Volkes seiner Mutter, der Nokoni-Comanchen (auch Destanyuka genannt), aufgenommen. Häuptling Horseback (alias Kiyou) nahm seinen Bruder Pecos und ihn unter seine Fittiche.

## Mediale Darstellung
In der US-amerikanischen Miniserie Comanche Moon aus dem Jahr 2008 war Peta Nocona eine Nebenfigur, gespielt von Alan Tafoya.